# Провенчер бриџ
Провенчер бриџ (енгл. Provencher Paired Bridges) један је од мостова за друмски саобраћај преко Црвене реке у покрајини Манитоба, Канада. Мост са четири коловозне траке, повезује централни део града Винипега са француским квартом Свети Бонифатије (Saint-Boniface). Назван је по Жозефу Норберу Прованшеу (Провенчеру) фр. Joseph Norbert Provencher, 1787—1853) првом бискупу у француским кварту Свети Бонифатије, касније епископу у епископији фр. Saint-Boniface de la Rivière Rouge.
Упарен је, на истој локацији са пешачким мостом Ријелово шеталиште, са којимчини јединствену архитектонску целину.
Убрзо по стављању у употребу мост је заједно са мостом Ријелово шеталиште постао популарна туристичка дестинација а проглашен је и за једну од десет највећих архитектонских „икона” Манитобе.

## Положај
Мост је смештена у близини ушћа Црвене и реке Асинибојн, између две градске четврти, центра града иФоркса (подручја од националног и историјско значаја) на западној обали Црвене реке, и француске четврт Свети Бонифатије на источној обали реке, у Винипегу, главном граду канадске покрајине Манитоба. 
Мост прати трасу историјског моста Бродвеј, који се срушио током пролећне поплаве почетком 19. века.

## Историја
Трајект
Први начин преласка, становника и превозних средстава преко Црвена река Севера био је трајектом, који је повезивао Бродвеј на западу са Прованше Билвад на истоку. 
Уговор о коришћењу трајекта отказан је 1879. године након што је предложена изградња првог моста.
Првобитни мост
Први мост („стари мост") првобитно је носио назив Бродвејски мост (енгл. Broadway bridge), јер је повезивао градску четврт Бродвеј се Прованше Билвадом са друге стране реке. 
Изградња моста започета је 1881. године, а завршена у априлу 1882. године. Мост је срушен 1917. године, након предлога за изградњу новијег и савременијег.
Други мост
Други мост свечано је пуштен у саобраћај 1918. године, и тиме је заменио стари Бродвејски мост. Он је уместо да се повеже са градском четврти Бродвеј на западу, лоциран око 500 метара северније, како би био у саставу булевара енгл. Winnipeg Route 52. Изградња моста почела је 1911. године а завршена је 1912. године. 
Срушен је 2001. године када је започета изградња трећег моста.
Трећи мост
Трећи мост („модерни мост") заправо се састоји од два моста — моста за саобраћај возила и пешачког моста. По првобитном плану требало је да повеже Јорк са авенијом енгл. St. Mary Avenues to Provencher Boulevard, али се од овог предлога одустало 1997. године, када је донета одлука да се земљиште, на западној обали Црвене реке (у Форксу) кортисти за изградњу Канадског музеја људских права.
Градња моста започела је 20. јула 2001. године а завршен је свечаним отварањем моста у септембру 2003. године, након 97 година од изградње првог моста. Пешачки мост, који је упарен са овом мостом, грађен је годину дана касније и пуштен у сабораћај лета 2004. године

## Архитектура и ток радова
Естетика и савремена архитектонска решења, која се у 21. веку све више и више примењује у свету при изградњи мостова и других масивних грађанским структура, прихваћена је и при изради новог Прованшеовог моста који је требало да замени преко 90 година стари мост. Наиме град Винипег је овом приликом одустао од хладних "утилитарних" структура прошлости и усвојио визију савременог дизајна који поштује естетику и лепоту у грађевинарству., и за реализацију идеје о новом Прованшеовом мосту ангажовао еминентне дизајнере, који су од будућег моста тербали да начине, не само функционални објекат већ и неку врсту симбола посвећености градских служби обнови централног језгра Винипега.
Изради коначног концепт претходио је обиман процес консултација са фирмом „Вордреп инжињењринг Винипег” — примарним консултантом, који је трајао око 30 месеци. Архитекта Габури (Gaboury Prfontaine Perry) урадио је комплетни архитектонски дизајн моста од концепта до завршетка пројекта, а главни консултант на изградњи моста, били је фирма Вордреп стручњаци, који су поред услуге уговарања са извођаћима пружали и резиденцијалне инжењерске услуге током изградње моста.
Укупни трошкови пројекта били су око 80 милиона долара, и укључуили су изградњу оба моста, прилазне путеве, подземне радове и комуналне услуге. Радови на уређењу простора око моста накнадно су плаћени и завршени следећег пролећа по пуштању пешачког моста у саобраћај (2004).
Тако је настао јединствено дело упарених мостова који су се састојали од суспендираног пешачког моста (са пешачком и бициклистичком стазом) и сааобраћајног моста (са четири коловозне траке), чија се заједничка основа налази на источној обали Црвене реке у четврти Свети Бонифатије.
Овај 280 метара дуг бетонски мост поседује иновативне карактеристике, као што су бетонсе коморе са челичним омотачем, изграђене на већој висини изнад нивоа реке, који су елиминисали потребу за масивним ископавањима и израдом привремених брана. Иновативност је такође омогућила да се посао лако обавља и у зимској сезони, избегавајући проблеме са топљењем леда на Црвеној реци и пролећним поплавама.
Да би се избегли саобраћајни и пословни поремећаји, мостови су грађени у фазама. Градња собраћајног моста започета је 2001. године, а завршен је у октобру 2003. године. Док је градња пешачког мост широког 5 и дуг 250 метар започет 2003. године а завршена годину дана касније 2004. године.